# Hernani Veríssimo
Hernani Antônio Veríssimo é um carateca brasileiro, medalhista de prata nos Jogos Pan-Americanos de Lima 2019 na categoria até 75kg.